# Kiseki no kachi wa
"Kiseki no kachi wa" là tập thứ 12 của bộ anime truyền hình Shin Seiki Evangelion, do Gainax sáng tạo. Tập phim phát sóng lần đầu trên TV Tokyo vào ngày 20 tháng 12 năm 1995. Anno Hideaki và Satsukwa Akio là những người chắp bút kịch bản, còn Ishido Hiroyuki làm đạo diễn tập phim. Bộ phim lấy bối cảnh 15 năm sau Chấn động thứ hai — một trận đại hồng thủy trên toàn thế giới ở thành phố tương lai Tokyo-3. Gendo (cha của nhân vật chính trong tác phẩm, một thiếu niên tên Ikari Shinji) tuyển con trai mình vào tổ chức quân sự đặc biệt Nerv nhằm điều khiển một cỗ máy cơ khí sinh học có tên là Evangelion và chiến đấu với những sinh vật Angel. Trong tập phim, thiếu tá Katsuragi Misato của Nerv nhớ lại quá khứ sống sót sau Chấn động thứ hai của mình, trong khi một Angel mới, có kích thước lớn tên là Sahaquiel đe dọa phá hủy toàn bộ trụ sở của Nerv.
Trong quá trình phát triển, kẻ thù chính ban đầu là một Angel với tên gọi Turel. Là một phần trong tiểu phần hành động của loạt phim, tập phim kết hợp tính hài hước và hành động, đồng thời thể hiện rõ sự tích cực trong miêu tả mối quan hệ của các nhân vật, đặc biệt là mối quan hệ giữa nhân vật chính Shinji và Misato, cũng như Shinji và cha của anh ấy là Gendo. "Kiseki no kachi wa" lặp lại đề tài tượng trưng trong các tác phẩm của Anno Hideaki, thể hiện qua nhân vật Misato với một cái nhìn lạc quan về nỗ lực của con người cùng cái giá phải trả là thuyết định mệnh và thuyết tất định. Tập phim đồng thời trình bày đề tài tôn giáo, gồm khái niệm Cơ đốc giáo về tội tổ tông và câu chuyện trong Kinh thánh về Sodom và Gomorrah.
"Kiseki no kachi wa" ghi nhận tỷ suất người xem 7,4% trên truyền hình Nhật Bản. Tập phim đã được đón nhận nồng nhiệt. Một số nhà phê bình phê phán cốt truyện tầm thường và trận chiến chống lại Sahaquiel ngắn ngủi, trong khi các nhà phê bình khác khen ngợi phần hành động, tính lạc quan và chú trọng vào mối quan hệ cá nhân giữa các nhân vật chính.

## Nội dung
Katsuragi Misato — trưởng bộ phận chiến lược của cơ quan đặc biệt Nerv, nhớ lại chấn thương mà cô đã trải qua khi mới 14 tuổi. Trong thí nghiệm, một tia sáng khổng lồ được tái kích hoạt ở Nam Cực, làm cho chỏm băng tan chảy ở phía nam và dẫn tới cái chết của cha cô — tiến sĩ Katsuragi; mặc dù đang ở Nam Cực vào thời điểm xảy ra Chấn động thứ hai, Misato đã thoát khỏi thảm họa và sống sót. Sau đoạn hồi tưởng, Misato thăng chức và miễn cưỡng ăn mừng với cấp dưới của mình — phi công mecha Evangelion Ikari Shinji và Soryu Langley Asuka.
Sahaquiel — tiêu bản thứ 10 của Angel (địch thủ đối với loài người) xuất hiện trên quỹ đạo vệ tinh. Kẻ thù lớn hơn nhiều so với các đơn vị Evangelion và Nerv tin rằng chiến lược tấn công của tiêu bản là hạ cánh và sử dụng cơ thể của chính nó làm quả bom. Shinji, Asuka cùng đồng nghiệp phi công Ayanami Rei điều khiển những chiếc Evangelion của họ, đánh chặn kẻ thù và thành công ngăn chặn mọi dự đoán xác suất của của Nerv. Cuối cuộc đối đầu, chỉ huy của Nerv là Ikari Gendo (người vẫn luôn ở Nam Cực trong chuyến thám hiểm bí ẩn cho đến thời điểm đó) đã chúc mừng cậu con trai Shinji của mình. Shinji ngẫm lại những lời khen ngợi bất ngờ từ cha mình, đồng thời nhận ra đó là lý do cậu quyết định lên Evangelion và trở thành phi công.

## Sản xuất

Bản thiết kế gốc của Sahaquiel, do Sadamoto Yoshiyuki phác họa

Năm 1993, Gainax xuất bản tài liệu thuyết trình về Shin Seiki Evangelion với tựa đề Shinseiki Evangelion (kari) kikakusho (新世紀エヴァンゲリオン (仮) 企画書), gồm phần tóm tắt ban đầu cho tập thứ 12. Trong Kikakusho, 18-byō no kiseki (18秒の奇跡) là tựa đề tạm thời của tập phim. Ban đầu, Angel — kẻ thù trong tập phim không phải là Sahaquiel, mà là một Turel — "tảng đá của Chúa", và chỉ trong quá trình thực hiện, các giai đoạn mới thay đổi. Thiết kế gốc của Sahaquiel trông như một sợi dây mảnh, tương tự Armisael, để cho khán giả thấy rằng kẻ thù trong Evangelion cũng có thể không phải là hình người. Theo trợ lý đạo diễn bộ phim Tsurumaki Kazuya, kịch bản ban đầu gồm có một "Angel origami" có hình dạng giống dải Möbius. Satsukawa Akio và đạo diễn tác phẩm Anno Hideaki là tác giả kịch bản, còn Masayuki xử lý bảng phân cảnh. Ishido Hiroyuki đảm nhận vai trò đạo diễn tập phim. Shiteta Satoshi tham gia làm giám đốc hoạt hình, trong khi Wogi Mitsumu là trợ lý thiết kế nhân vật. Quá trình sản xuất còn có sự tham gia của các công ty khác, gồm Studio Ye Seong, Vega Enterteinment và Studio Deen.
Gualtiero Cannarsi — nhân viên chỉnh sửa bản chuyển thể tiếng Ý đầu tiên, nhận xét rằng phân cảnh mở đầu đoạn hồi tưởng của Misato gần như được phác họa hoàn toàn dưới hiệu ứng màu nâu đỏ, ngoại trừ các yếu tố màu đỏ; sự lựa chọn này nhấn mạnh máu, làm nổi bật kịch tính của phân cảnh. Ở phân cảnh Nam Cực với bố cục là một biển đỏ đầy những cột muối, các tác giả đã đưa ra ý tưởng từng trình bày trong tập cuối của loạt phim Fushigi no Umi no Nadia, trong đó nhân vật phản diện chính là Gargoyle trở thành tượng muối. Theo nhà thiết kế nhân vật bộ phim Sadamoto Yoshiyuki, bối cảnh hậu tận thế và việc sử dụng các cuộn sách Biển Chết trong Shin Seiki Evangelion cũng là một "tác dụng phụ" của Nadia. Kịch bản ban đầu của tác phẩm liên quan đến "tai nạn bốc hơi ở Biển Chết" thay vì vụ nổ ở Nam Cực. Ngay cả phương châm mà Misato thốt ra trong chiến dịch chống lại Sahaquiel: "Giá trị của một phép màu chỉ trở thành hiện thực khi nó đã xảy ra" cũng lặp lại những cụm từ và chủ đề tương tự được trình bày trong các tác phẩm trước đây của Gainax, chẳng hạn như Nadia và Toppu o Nerae!. Trước cuộc chiến, Rei nói rằng cậu không ăn thịt; để khắc họa tính cách của nhân vật, Anno vừa lấy cảm hứng từ kinh nghiệm cá nhân của anh khi còn là một người ăn chay lâu năm, vừa từ Arwol Nadia — nhân vật chính Fushigi no Umi no Nadia.
Hayashibara Megumi, Miyamura Yuko, Nagasawa Miki và Iwao Junko — diễn viên lồng tiếng một số nhân vật chính trong tác phẩm, còn đóng vai những phát thanh viên trong nhiều đoạn khác nhau của "Kiseki no kachi wa". Hayashibara đồng thời tham gia lồng tiếng một diễn giả DJ trong nền phân cảnh Shinji và Misato tranh cãi bên trong xe hơi. Ngoài nhạc phim gốc do Sagisu Shiro sáng tác, đội ngũ sản xuất đã sử dụng bài hát "Bay side love story" của Okui Masami trong quá trình xây dựng tập phim. Nữ ca sĩ đảm nhận bài hát nhạc hiệu mở đầu, Takahashi Yoko cũng thu âm thêm bài hát "Fly Me to the Moon" phiên bản 4beat, được sử dụng làm bài hát nhạc hiệu kết thúc của tập phim.

## Chủ đề
Nhà văn Dani Cavallaro mô tả "Kiseki no kachi wa" là một tập phim "hướng trục đến thế giới của Evangelion". Xuyên suốt tập phim là quá trình khám phá tâm lý của Shinji cũng như mối quan hệ của anh với Katsuragi Misato. Một chủ đề khác là mô tả thế giới nội tâm của Shinji và Misato cùng những nghi ngờ về lý do thực sự của Shinji khi quyết định lái chiếc Eva-01. Tập phim là đạt đỉnh tích cực và nhẹ nhàng trong tiểu phần hành động của loạt phim, trong đó mối quan hệ của các nhân vật chính dường như đã đi đến hồi kết và câu chuyện hướng đến một kết thúc có hậu. Lấy ví dụ, Gendo — một người cha lạnh lùng và xa cách trong những tập đầu tiên, đã chúc mừng và khen ngợi Shinji. Sau sự kiện này, Shinji nhận ra rằng cậu chỉ lái chiếc Eva-01 để được phụ huynh chấp thuận, và cậu rất hạnh phúc khi được cha khen ngợi. Cây viết Dennis Redmond cho rằng những lời khen ngợi của Gendo có "đôi chút bất thường" đối với văn hóa Nhật Bản vốn "có xu hướng công nhận thành tích tập thể hơn là thành tích cá nhân". Mặt khác, Misato thể hiện niềm tin lớn vào khả năng của con người trong diễn biến của cốt truyện, đồng thời từ bỏ thái độ thuyết định mệnh hoặc tất định, lặp lại chủ đề tượng trưng trong tác phẩm của Anno Hideaki.
Trong "Kiseki no kachi wa", Soryu Langley Asuka đặc trưng bởi tính cách cục cằn và kiêu căng, đồng thời tỏ vẻ khó chịu với thành tích của đồng nghiệp Shinji. Gualtiero Cannarsi coi hành vi của cô là phản kháng nam tính — một thuật ngữ tâm lý học để chỉ dạng nổi loạn có thể nhận thấy ở những phụ nữ cảm thấy mệt mỏi với vai trò rập khuôn gắn liền với giới tính nữ. Asuka hành động như thể cô bé cố chứng tỏ bản thân và vượt qua giới tính nam, với sự pha trộn giữa "mặc cảm tự ti" và "ganh đua triệt để".
Trong diễn biến của tập phim, Asuka định nghĩa thế hệ của Misato — thế hệ đã trực tiếp trải qua Chấn động thứ hai và hậu quả của nó, là một "thế hệ sinh ra trong nghèo khó". Cụm từ "Thế hệ Chấn động thứ hai" cũng được nhắc đên trong chương trình phát thanh ở một phân cảnh khác của tập phim, Gualtiero Cannarsi ví cụm từ này với "thế hệ chiến tranh". Trong công cuộc chuẩn bị cho cuộc đụng độ với Sahaquiel, tập phim cũng nhắc đến thị trấn Matsushiro — nơi đặt bộ phận thứ hai của Nerv. Ở thế giới thực, tại khu vực Matsushiro, các kế hoạch đã được tiến hành để xây dựng trụ sở đế quốc dưới lòng đất, dự kiến sử dụng sau Thế chiến thứ hai.
Ngoài ra "Kiseki no kachi wa" còn lấy chủ đề tôn giáo, đặc biệt là đạo Do Thái và Cơ đốc giáo. Ở phân cảnh đầu tiên của tập phim, Adam — Angel đầu tiên, lần đầu được khắc họa dưới hình dạng một người khổng lồ của ánh sáng. Nhà phê bình Marc MacWilliams chỉ ra rằng Adam của Evangelion thể hiện "như trong các văn bản Kabbalah trước khi anh sa ngã". Ở phân cảnh khác, một hạm đội hàng hải vận chuyển một vật thể khổng lồ có tên là Ngọn giáo Longinus trên một tàu sân bay, tên của vật xuất phát từ thánh tích huyền thoại cùng tên của Cơ đốc giáo. Ở cùng phân cảnh ấy, Ikari Gendo và Fuyutsuki Kozo bàn luận về nguyên nhân gây ra Chấn động thứ hai cũng như nhắc đến khái niệm Cơ đốc giáo về tội tổ tông; cây viết Dennis Redmond mô tả cuộc trò chuyện của họ "gần như thần học". Trong cuộc thảo luận, những cột muối là bố cục khắp vùng nước đỏ ở Nam Cực. Theo Kogod của Comic Book Resources đã so sánh biển tan chảy ở Nam Cực với Sách Khải Huyền, trong đó biển chuyển sang màu đỏ tựa như máu. Những cột muối tạo nên liên tưởng đến Sodom và Gomorrah cùng tình tiết vợ của Lot hóa thành một bức tượng muối. Trong Evangelion, Fuyutsuki cho rằng Chấn động thứ hai là một "hình phạt" giáng xuống nhân loại vì tội ác của họ, gọi Nam Cực — nơi không loài nào có thể sinh sống là "một Biển Chết thật". Trên thực tế, Sodom và Gomorrah nằm gần cực nam của Biển Chết — một môi trường được biết đến là hoàn toàn không có lợi cho sự sống bất kỳ loài thủy sinh nào do độ mặn cực cao của nó.

## Đón nhận
"Kiseki no kachi wa" phát sóng lần đầu vào ngày 20 tháng 12 năm 1995 và thu hút 7,4% tỷ lệ khán giả truyền hình Nhật Bản. Năm 1996, tập phim xếp thứ 12 trong bảng xếp hạng ứng viên giải thưởng Anime Grand Prix cho hạng mục Những tập phim anime hay nhất," do tạp chí Animage tổ chức với 81 phiếu bầu. Một dòng áo phông chính thức về tập phim đã ra mắt.
"Kiseki no kachi wa" đã đón nhận một số lời nhận xét tiêu cực từ các nhà phê bình. Akio Nagatomi của The Anime Café dù đánh giá tập phim một cách tích cực, song phàn nàn về cốt truyện còn "khá cổ điển". Tương tự, Screen Rant chỉ trích phân cảnh trận chiến với Sahaquiel là quá nhanh. Dù vậy, tập phim vẫn nhận được những nhận xét tích cực khác. Max Covil của Film School Rejects khen ngợi "Kiseki no kachi wa", đánh giá cao khâu chú trọng nhân vật Misato, mô tả hồi kết là "một trong những cảnh kết giàu cảm hứng hơn trong loạt phim". Covil đồng thời liệt kê những phân cảnh hồi tưởng của Misato trong Chấn động thứ hai thuộc hàng "những cảnh quay hoàn hảo" của bộ anime. Matthew Garcia của Multiversity Comics khen ngợi việc sử dụng âm nhạc và sự im lặng. Comic Book Resources xếp hạng cuộc đụng độ giữa ba Eva và Sahaquiel ở vị trí thứ ba trong số những trận chiến hay nhất của tác phẩm, nhận xét đây là "một trong những trận đánh ngoạn mục nhất trong bộ phim". Theron Martin của Anime News Network cho rằng những trận chiến trình bày trong tập thứ 11 và 12 "rất thú vị và sáng tạo, bên cạnh một chút hồi hộp khi cuối cùng cũng có thấy cả ba Eva vận hành song song".
Polygon đã so sánh thiết kế mở rộng của quái vật điện ảnh bay bí ẩn Jean Jacket trong phim Không của Jordan Peele với Sahaquiel. Ngày 25 tháng 7 năm 2022, Slashfilm xác nhận thông qua ghi chú sản xuất của Peele với Không rằng Jean Jacket truyền cảm hứng đặc biệt từ Angels của Shin Seiki Evangelion; bản thân Peele cho biết ông chịu ảnh hưởng cặn kẽ bởi tính "siêu tối giản" và "tinh tế trong thiết kế cơ sinh học" của chúng.